# 米哈伊洛·納延科
米哈伊洛·庫兹莫維奇·納延科（羅馬化：Mykhailo Kuzmovych Naienko；1938年11月21日—），烏克蘭文学评论家、语言学博士、教授。乌克兰作家联盟和记者联盟成员。乌克兰榮譽科學技術工作者、舍甫琴科和格里戈里·斯科沃羅達奖獲獎者。